# Markus Baur
Markus Baur (Meersburg, 22 de janeiro de 1971) é um ex-handebolista profissional alemão.